# Präsident von Lettland
Der Präsident von Lettland (lettisch Latvijas Valsts prezidents) ist das Staatsoberhaupt des baltischen Staates Lettland. Er residiert im Rigaer Schloss in der Hauptstadt Riga.
Amtierender Präsident ist Edgars Rinkēvičs.

## Verfassungsrechtliche Stellung
Laut der aktuellen Verfassung von 1992 ist der Präsident das Oberhaupt des Staates. Er vertritt den lettischen Staat völkerrechtlich.

## Kompetenzen
Der Präsident hat folgende Kompetenzen und Aufgaben:
- Er beglaubigt die lettischen und empfängt die ausländischen diplomatischen Vertreter.
- Er unterzeichnet die vom Parlament beschlossene Ratifizierung völkerrechtlicher Verträge.
- Er besitzt den Oberbefehl über die Streitkräfte; in Kriegszeiten ernennt er einen eigenen Oberbefehlshaber.
- Er kann den Kriegszustand durch vorherigen Beschluss des Parlaments ausrufen.
- Er hat das Recht, die notwendigen militärischen Wehrmaßnahmen zu ergreifen, wenn ein fremdes Land Lettland den Krieg erklärt oder der Feind die lettischen Grenzen überschritten hat; zugleich hat er unverzüglich das Parlament zusammenzurufen, welches über die Kriegserklärung und Aufnahme der Feindseligkeiten bestimmt.
- Er hat das Recht, Verbrecher, über denen der Gerichtsspruch in Kraft getreten ist, zu begnadigen.
- Er hat das Recht, außerordentliche Sitzungen des Ministerkabinetts mit Vorausbestimmung deren Tagesordnungen zusammenzurufen und zu leiten.
- Er hat das Recht, Gesetzesanträge zu stellen.

## Auflösung des Parlaments
Der Präsident hat die Möglichkeit, eine vorzeitige Auflösung des Parlaments (Saeima) zu beantragen. Tut er dies, so findet gleich darauf eine Volksabstimmung statt, in der die Wahlberechtigten für oder gegen die Auflösung des Parlaments stimmen können.
Stimmt eine Mehrheit für die Auflösung des Parlaments, dann gilt dieses als aufgelöst und innerhalb von zwei Monaten müssen Neuwahlen abgehalten werden. Die bisherigen Abgeordneten des aufgelösten Parlaments behalten allerdings ihr Mandat bis zur Konstituierung des neugewählten Parlaments. Das bisherige Parlament kann zu Sitzungen nur noch dann zusammentreten, wenn der Präsident es einberuft. Die Tagesordnung solcher Sitzungen werden dann vom Präsidenten festgelegt. Ist eine Mehrheit der Abstimmenden gegen die Auflösung des Parlaments, so ist der Präsident als abgesetzt zu betrachten und das Parlament hat einen neuen Präsidenten für die von der Amtsdauer des abgesetzten Präsidenten übriggebliebene Zeit zu wählen.

## Wahl
Der Präsident wird für eine Amtszeit von vier Jahren gewählt. Gewählt wird dieser vom Parlament in geheimer Abstimmung mit einer Mehrheit von mindestens 51 Stimmen der 100 Abgeordneten.
Gewählt werden kann nur ein voll berechtigter Staatsbürger Lettlands, welcher das vierzigste Lebensjahr vollendet hat. Wer eine zweite Staatsangehörigkeit besitzt, kann nicht gewählt werden.
Das Präsidentenamt ist mit keinem anderen Amte vereinbar. Wird eine Person zum Präsidenten gewählt, die Parlamentsabgeordneter ist, so hat sie ihr Mandat niederzulegen. Eine und dieselbe Person darf nicht länger als acht Jahre ununterbrochen amtieren.

## Vereidigung
Bei Amtsantritt muss der gewählte Präsident im Parlament folgenden Eid ablegen:

„Es zvēru, ka viss mans darbs būs veltīts Latvijas tautas labumam. Es darīšu visu, kas stāvēs manos spēkos, lai sekmētu Latvijas valsts un tās iedzīvotāju labklājību. Es turēšu svētus un ievērošu Latvijas Satversmi un valsts likumus. Pret visiem es izturēšos taisni un savus pienākumus izpildīšu pēc labākās apziņas.“

„Ich schwöre, dass meine ganze Tätigkeit dem Wohle des lettischen Volkes gewidmet sein wird. Ich werde alles tun, was in meinen Kräften steht, die Wohlfahrt des lettischen Staates und seiner Bevölkerung zu fördern. Ich werde die Verfassung Lettlands und die Staatsgesetze achten und befolgen. Gegen alle werde ich gerecht sein und meine Pflichten nach bestem Gewissen erfüllen.“

## Vakanz und Amtsunfähigkeit
Entsagt der Präsident dem Amte, stirbt er oder wird er vor Ablauf der Amtsfrist abberufen, so vertritt sein Amt der Parlamentspräsident bis zur Durchführung neuer Präsidentenwahlen. Auch hat der Parlamentspräsident den Präsidenten zu vertreten, wenn dieser sich außerhalb der Staatsgrenzen befindet oder auf andere Weise verhindert ist, seine Amtsgeschäfte wahrzunehmen.

## Strafrechtliche Verantwortung
Der Präsident kann nur mit Zustimmung einer Zweidrittelmehrheit des Parlaments strafrechtlich zur Verantwortung gezogen werden.

## Absetzung
Auf Vorschlag von mindestens der Hälfte der Parlamentsabgeordneten kann das Parlament in geschlossener Sitzung mit einer Zweidrittelmehrheit beschließen, den Präsidenten abzusetzen. Nach diesem Beschluss hat das Parlament unverzüglich einen neuen Präsidenten zu wählen.